# Епископальная Церковь Иерусалима и Ближнего Востока

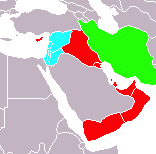
Диоцез Иерусалима
Диоцез Кипра и Персидского Залива
Диоцез Египта с Северной Африкой
Диоцез Ирана

Епископальная церковь Иерусалима и Ближнего Востока — одна из провинций Англиканского Сообщества, растянувшаяся от Ирана на востоке до Алжира на западе, от Кипра на севере до Сомали на юге. Это самая большая и густонаселенная англиканская провинция. Престоятелем церкви является Епископ-президент, ныне - д-р Мунир Ханна Анис (Mouneer Hanna Anis), который является примасом-представителем в Англиканском Сообществе. Центральный Синод является независимым законодательным органом ЕЦ Иерусалима и Ближнего Востока, которая делится на четыре диоцеза (епархии):
- Диоцез Иерусалима, включающий территорию Израиля и палестинских территорий, Иорданию, Сирию и Ливан;
- Диоцез Кипра и Персидского Залива, включающий Кипр, Ирак, страны Персидского Залива и юга Аравийского полуострова;
- Диоцез Египта с Северной Африкой, включающий Эфиопию, Эритрею, Сомали, а также Ливию, Тунис и Алжир;
- Диоцез Ирана

Каждая епархия руководится епископом. Епископ-президент избирается из епархиальных епископов, сохраняя свои епархиальные обязанности. Нынешний Епископ-президент так же руководит епархией Египта с Северной Африкой. По данным Провинции её крещенными прихожанами являются 35 000 человек в 55 конгрегациях. В Провинции имеется 40 образовательных и медицинских учреждений и 90 клириков.

## История

### Основание Провинции
Епископальная церковь Иерусалима и Ближнего Востока началась с ряда миссионерских центров «Общества церковной миссии» (англ. the Church Mission Society) на Кипре, на территории Ближнего Востока и Персидского Залива. До сегодняшнего дня «Общество церковной миссии» рекрутировало для Провинции мирян-служителей и рукоположённых капелланов, тем не менее большинство клириков рекрутируется из провинциальных конгрегаций.
В течение 1820-х годов «Общество церковной миссии» организовывало миссионерские центры в регионе.
В 1833 году «Общество церковной миссии», при поддержке «Лондонского общества по продвижению Христианства среди евреев» (англ. London Society for Promoting Christianity Amongst the Jews) (миссионерская организация евреев-христиан, известная ныне как «Церковное служение среди еврейского народа» (англ. Church's Ministry Amongst Jewish People)) организовало миссионерский центр в Иерусалиме. В 1839 году началось строительство церкви Св. Марка в Александрии.
В 1841 году Майкл Соломон Александр, принявший Христианство раввин, прибыл в Иерусалим в качестве епископа. Изначально, управляемый им диоцез включал в себя миссионерские центры на Ближнем Востоке и в Египте и представлял собой совместное с Евангелической церковью Пруссии образование (известное как Англо-прусская уния), окормлявшее лютеран и англикан.
В 1849 году церковь Христа в Иерусалиме стала первой англиканской церковью в Святом Граде.
В 1881 году Англо-прусская уния фактически прекращает функционировать. Она была формально распущена в 1887 году. С этого времени диоцез становится чисто англиканским.
Собор Св. Георгия был построен в 1898 в Иерусалиме, став духовным центром всего диоцеза.

### Дальнейшая история
Несмотря на то, что диоцез формировался как иностранная организация, он быстро занял позицию части палестинской общины. В 1905 году был создан Палестинский национальный церковный совет (англ. Palestinian Native Church Council). Основная его задача — дать палестинцам больше возможностей участвовать в управлении делами церкви. Это привело к увеличению числа палестино-арабского клира, окормляющего епархию.
В 1920 году, отдельно от Диоцеза Иерусалима, был сформирован Диоцез Египта и Судана, первым предстоятелем которого стал Ллевелин Гвинн (англ. Llewelyn Gwynne). В 1920-х епископ организовал Колледж Св. Георгия, который выполнял роль семинарии для тех, кто готовился к рукоположению. Епископ Гвинн заложил второй Собор Всех Святых (нынешнее здание - третье по счету) в Каире в 1938 году.
В 1945 году был сформирован отдельный Диоцез Судана (позже - Епископальная Церковь Судана (англ. The Episcopal Church of the Sudan)).
В 1957 году Диоцез Иерусалима получил статус архидиоцеза (епископ стал архиепископом) под юрисдикцией Архиепископа Кентерберийского. Архиепископ Иерусалима руководил всей территорией современного диоцеза, а также Суданом (всего пять диоцезов). В этом же году Наджиб Кубайн (Najib Cubain) был рукоположён во епископы Иордании, Ливана и Сирии. Он стал первым арабским епископом-ассистентом Архиепископа Иерусалима. В 1950-х политическая нестабильность оставила диоцез на попечении четырёх клириков под руководством Архиепископа Иерусалимского.
Англиканский епископ Египта был назначен в 1968 году, а в 1974 году был рукоположён первый египетский епископ, Исхак Муса`ад (Ishaq Musaad). В 1976 году, Фаик Хадад (Faik Hadad) стал первым палестинцем-англикански епископом Иерусалима.

### Современное положение
В 1976 году структура англиканской церкви региона была пересмотрена.
Иерусалим стал обычной епархией. Таким образом все четыре епархии обладают равным статусом в Провинции Иерусалима и Ближнего Востока. Архиепископ Кентерберийский уступил свои метрополичьи полномочия председательствующему епископу и Центральному Синоду. Четыре епископа сменяют друг друга на посту Епископа-президента и в синодальном руководстве. Когда председательствующий епископ достигает возраста 68 лет, избирается епископ-ассистент, который в течение ещё двух лет работает вместе с первым.
Диоцез Египта был расширен, включив в себя Эфиопию, Сомали, Ливию, Тунис, Алжир.
Судан стал полностью отдельной и независимой Провинцией Англиканского Сообщества.
В 1970 году Собор Всех Святых был снесен в связи со строительством в Каире нового моста через Нил. В 1977 году началось строительство нового здания Собора на каирском острове Замалек (Zamalek), которое было завершено в 1988 году.

## Епархии

### Диоцез Кипра и Персидского Залива
Епархиальные кафедры находятся в Соборе Св. Павла в Никосии, Кипр, и в Соборе Св. Христофора в Манаме, Бахрейн.
Нынешний епископ - Майкл Огастин Оувен Льюис (Michael Augustine Owen Lewis).
Епархия разделена на два архидиаконства: Кипрское и Персидского Залива.
Диоцез окормляет:
- Бахрейн
- Кипр
- Ирак
- Кувейт
- Оман
- Катар
- Саудовскую Аравию
- Объединенные Арабские Эмираты
- Йемен

### Диоцез Египта с Северной Африкой и Африканским Рогом
Епархиальная кафедра располагается в Соборе Всех Святых на о. Замалек, Каир.
Нынешний епископ - Мунир Ханна Анис.
80% прихожан диоцеза - беженцы из Судана, бежавшие от гражданской войны. Церковь Святой Троицы, Алжир, и церковь Христа, Могадишо, не имеет на данный момент капелланов ввиду политической нестабильности.
Епархия окормляет:
- Алжир
- Джибути
- Египет
- Эритрею
- Эфиопию
- Ливию
- Сомали
- Тунис

### Диоцез Ирана
Епархиальная кафедра располагает в Церкви Св. Луки, Исфахан.
Нынешний епископ - Азад Маршалл (Azad Marshall).

### Диоцез Иерусалима
Нынешний Англиканский Епископ Иерусалима - Сухейл Давани (Suheil Dawani), который занял свою кафедру 15 апреля 2007 года.
Иерусалимская епархия окормляет Израиль и палестинские территории, Иорданию, Сирию и Ливан.
Епархиальная кафедра располагается в Кафедральной Церкви Св. Георгия Мученика в Иерусалиме.